# سمير قسيمي
سمير قسيمي (مواليد 1974)، هو كاتب روائي جزائري، حاصل على بكالوريوس في الحقوق. عمل محاميًا، ومحررًا ثقافيًا، كما عمل كاتبًا في المصالح الحكومية. عمل مصححا لغويا في الصحافة، وهو الأمر الذي أتاح له الاحتكاك بالوسط الثقافي. وصلت روايته “الحالم” إلى القائمة الطويلة لجائزة الشيخ زايد في دورة 2014.اختارت مجلة بانيبال الإنجليزية فصولا من روايته “في عشق امرأة عاقر” (2011) لتنشرها مترجمة إلى اللغة الإنجليزية. تعد روايته الثانية “يوم رائع للموت” أول رواية جزائرية تتمكن من بلوغ القائمة الطويلة للجائزة العالمية للرواية العربية في 2009. بعد منع الناشرين المصريين من المشاركة في الصالون الدولي للكتاب في الجزائر أصدر بيانًا معترضًا على قرار المنع حتى شارك الناشرين بالصالون. يشغل منصب رئيس القسم الثقافي باليومية الجزائرية (صوت الأحرار).

## النتاج الروائي
- “يوم رائع للموت”، (2009).
- “هلابيل”، 2010).
- “تصريح بضياع”، (2008).
- “في عشق امرأة عاقر”، (2011).
- “الحالم”، 2012).
- “حب في خريف مائل”، (2014).
- “كتاب الما شاء”، (2016).
- "سلالم ترولار"، (2019).
- "الحماقة كما لم يروها أحد"، 2020)..[7]
- رواية: «احذر دائماً من الكلاب» (2024).[8]

## معلومات أخرى
- جائزة هاشمي سعيداني للرواية عن أفضل أول رواية جزائرية عن رواية “تصريح بضياع”.
- جائزة أسيا جبار الكبرى للرواية عن أفضل رواية جزائرية باللغة العربية عن روايته كتاب الماشاء
- أسس العديد من الملتقيات والندوات المهمة ذات الصلة بالرواية.
- دخل قوائم الجائزة العالمية للرواية العربية مرتين 2010 و2020 عن روايتيه "يوم رائع للموت" و"سلالم ترولار" على التوالي.
- وصل عمله "يوم رائع للموت" في ترجمته الفرنسية إلى القائمة القصيرة لجائزة لاغادير الفرنسية.

## وصلات خارجية
- صفحة كتبه على موقع غودريدرز goodreads.